# Elgaria kingii
Espèce
Synonymes
- Gerrhonotus multifasciatus Duméril & Bibron, 1839
- Elgaria nobilis Baird & Girard, 1852
- Elgaria usufa Smith, Lemos-Espinal, Chiszar & Ingrasci, 2003

Statut de conservation UICN

 LC  : Préoccupation mineure
Elgaria kingii est une espèce de sauriens de la famille des Anguidae.

## Répartition
Cette espèce se rencontrent en Arizona et au Nouveau-Mexique aux États-Unis et au Sonora, au Chihuahua, au Durango, au Sinaloa, au Colima et en Aguascalientes au Mexique.

## Liste des sous-espèces
Selon The Reptile Database (30 mai 2012) :
- Elgaria kingii ferruginea Webb, 1962
- Elgaria kingii kingii Gray, 1838
- Elgaria kingii nobilis Baird & Girard, 1852

## Étymologie
Cette espèce est nommée en l'honneur de Philip Parker King.

## Publications originales
- Baird & Girard, 1852 : Descriptions of new species of reptiles, collected by the U.S. Exploring Expedition under the command of Capt. Charles Wilkes, U.S.N. First part — Including the species from the western coast of America. Proceedings of the Academy of Natural Sciences of Philadelphia, vol. 6, p. 174-177 (texte intégral).
- Gray, 1838 : Catalogue of the slender-tongued saurians, with descriptions of many new genera and species. Annals and Magazine of Natural History, sér. 1, vol. 1, p. 274-283, 388-394 (texte intégral).
- Webb, 1962 : A new alligator lizard (genus Gerrhonotus) from Western Mexico. Herpetologica, vol. 18, p. 73-79.